# همپستد (فیلم)
همپستد یا کلبه هورنر (به انگلیسی: Hampstead) فیلمی محصول سال ۲۰۱۷ و به کارگردانی جوئل هاپکینز است. در این فیلم بازیگرانی همچون دایان کیتن، برندن گلیسون، لسلی منویل، جیسون واتکینز، جیمز نورتون، فیل دیویس، سیمون کالو، الیستر پیتری، رزالیند ایرز و هیو اسکینر ایفای نقش کرده‌اند.
این فیلم بر اساس زندگی هری هالووز است که با موفقیت ادعای مالکیت یک قطعه نیم هکتاری از همپستید هیث را داشت.